# Championnat du Pérou de football 2022
Navigation
Édition précédente Édition suivante
La saison 2022 du championnat du Pérou de football se déroule de février à novembre 2022 avec trois phases : le tournoi d'ouverture, le tournoi de clôture et la phase dite de Play off. Elle porte l'appellation de Liga 1 Betsson pour la deuxième fois.
Tenant du titre, l'Alianza Lima fait le doublé en battant le FBC Melgar en finale du championnat sur un score global de 2-1 (0-1 puis 2-0). Il s'agit du 25e titre de champion du Pérou de l'Alianza.

## Règlement du championnat 2022
Source : (es) RPP
Le règlement ressemble à celui de 2019, mais avec un nombre impair d'équipes (19). Le système de relégation ne présente aucun changement par rapport à celui de 2021 avec un barrage entre l'antépénultième du championnat et le vice-champion de 2e division alors que les deux derniers sont directement relégués. Le championnat se déroule toujours en trois phases :
- Tournoi d'ouverture : les 19 équipes se rencontrent une fois (18 matchs par équipe avec 19 journées, une équipe étant obligée d'être au repos à chaque journée).
- Tournoi de clôture : les 19 équipes se rencontrent dans l'ordre inverse par rapport au tour précédent.
- Play off : les vainqueurs des tournois d'ouverture et de clôture sont rejoints par les deux meilleures équipes au classement cumulé. Après des demi-finales en matchs aller / retour, la finale se joue également suivant la même modalité. Si une même équipe remportait à la fois les tournois d'ouverture et de clôture, la phase de Play-off serait annulée, le club en question étant automatiquement désigné champion du Pérou. Si une équipe termine parmi les deux premiers du classement cumulé en étant vainqueur de l'un des deux premiers tournois, elle serait automatiquement qualifiée pour la finale.

Les deux premières équipes du classement cumulé ainsi que les vainqueurs des tournois d'ouverture et de clôture sont qualifiées pour la Copa Libertadores 2023, les quatre équipes suivantes sont qualifiées pour la Copa Sudamericana 2023.

## Clubs participants
| \| AC Alianza Atlético AL ADT Atlético Grau Ayacucho FC C. A. Mannucci Carlos Stein Cienciano Binacional DM FBC Melgar SB Sport Huancayo SC USM UTC Univ. C. Vallejo UD \| Localisation des clubs engagés dans le championnat 2022. · Légende : · AC : Academia Cantolao, AL : Alianza Lima, DM : Deportivo Municipal, SB : Sport Boys, SC : Sporting Cristal, UD : Universitario de Deportes, USM : Universidad San Martín |
| AC Alianza Atlético AL ADT Atlético Grau Ayacucho FC C. A. Mannucci Carlos Stein Cienciano Binacional DM FBC Melgar SB Sport Huancayo SC USM UTC Univ. C. Vallejo UD |

| Club                           | Ville      |
| ------------------------------ | ---------- |
| Academia Cantolao              | Callao     |
| Alianza Atlético               | Sullana    |
| Alianza Lima (tenant du titre) | Lima       |
| ADT (promu)                    | Tarma      |
| Atlético Grau (promu)          | Piura      |
| Ayacucho FC                    | Ayacucho   |
| Carlos A. Mannucci             | Trujillo   |
| Carlos Stein (promu)           | Lambayeque |
| Cienciano del Cusco            | Cuzco      |
| Deportivo Binacional           | Juliaca    |
| Deportivo Municipal            | Lima       |
| FBC Melgar                     | Arequipa   |
| Sport Boys                     | Callao     |
| Sport Huancayo                 | Huancayo   |
| Sporting Cristal               | Lima       |
| Universidad César Vallejo      | Trujillo   |
| Universidad San Martín         | Lima       |
| UTC                            | Cajamarca  |
| Universitario de Deportes      | Lima       |

## Compétition

### Tournoi d'ouverture
| Rang | Équipe                    | Pts | J  | G  | N | P  | Bp | Bc | Diff |
| ---- | ------------------------- | --- | -- | -- | - | -- | -- | -- | ---- |
| 1    | FBC Melgar                | 41  | 18 | 13 | 2 | 3  | 23 | 11 | +12  |
| 2    | Sport Huancayo            | 40  | 18 | 12 | 4 | 2  | 35 | 18 | +17  |
| 3    | Sporting Cristal          | 38  | 18 | 11 | 5 | 2  | 35 | 20 | +15  |
| 4    | Alianza LimaT             | 33  | 18 | 10 | 3 | 5  | 28 | 16 | +12  |
| 5    | Cienciano del Cusco       | 32  | 18 | 9  | 5 | 4  | 37 | 22 | +15  |
| 6    | Deportivo Binacional      | 31  | 18 | 10 | 1 | 7  | 24 | 19 | +5   |
| 7    | Universidad César Vallejo | 30  | 18 | 8  | 6 | 4  | 25 | 15 | +10  |
| 8    | Alianza Atlético          | 30  | 18 | 9  | 3 | 6  | 26 | 27 | -1   |
| 9    | Universitario de Deportes | 28  | 18 | 8  | 4 | 6  | 24 | 19 | +5   |
| 10   | Deportivo Municipal       | 25  | 18 | 7  | 4 | 7  | 30 | 36 | -6   |
| 11   | UTC                       | 20  | 18 | 6  | 2 | 10 | 29 | 32 | -3   |
| 12   | Carlos A. Mannucci        | 20  | 18 | 5  | 5 | 8  | 19 | 22 | -3   |
| 13   | Atlético GrauP            | 18  | 18 | 4  | 6 | 8  | 20 | 23 | -3   |
| 14   | Sport Boys                | 18  | 18 | 5  | 3 | 10 | 17 | 32 | -15  |
| 15   | ADTP2                     | 16  | 18 | 3  | 7 | 8  | 14 | 24 | -10  |
| 16   | Academia Cantolao         | 15  | 18 | 4  | 3 | 11 | 18 | 32 | -14  |
| 17   | Universidad San Martín    | 15  | 18 | 4  | 3 | 11 | 21 | 37 | -16  |
| 18   | Carlos SteinP             | 14  | 18 | 3  | 5 | 10 | 18 | 31 | -13  |
| 19   | Ayacucho FC               | 12  | 18 | 3  | 3 | 12 | 25 | 32 | -7   |

|  | Qualification à la phase de Play off du championnat                       |
|  | T : Tenant du titre P : Promu de Segunda División P2 : Promu de Copa Perú |

### Tournoi de clôture
| Rang | Équipe                    | Pts | J  | G  | N | P  | Bp | Bc | Diff |
| ---- | ------------------------- | --- | -- | -- | - | -- | -- | -- | ---- |
| 1    | Alianza LimaT             | 42  | 18 | 13 | 3 | 2  | 31 | 10 | +21  |
| 2    | Sporting Cristal          | 41  | 18 | 12 | 5 | 1  | 39 | 17 | +22  |
| 3    | Atlético GrauP            | 37  | 18 | 11 | 4 | 3  | 30 | 19 | +11  |
| 4    | Universitario de Deportes | 33  | 18 | 9  | 6 | 3  | 26 | 10 | +16  |
| 5    | FBC Melgar                | 33  | 18 | 10 | 3 | 5  | 31 | 18 | +13  |
| 6    | Universidad César Vallejo | 33  | 18 | 10 | 3 | 5  | 25 | 24 | +1   |
| 7    | UTC                       | 28  | 18 | 8  | 4 | 6  | 28 | 24 | +4   |
| 8    | Sport Huancayo            | 27  | 18 | 8  | 3 | 7  | 26 | 19 | +7   |
| 9    | Alianza Atlético          | 27  | 18 | 8  | 3 | 7  | 23 | 21 | +2   |
| 10   | Deportivo Binacional      | 26  | 18 | 8  | 2 | 8  | 28 | 19 | +9   |
| 11   | Cienciano del Cusco       | 25  | 18 | 7  | 4 | 7  | 24 | 23 | +1   |
| 12   | ADTP2                     | 24  | 18 | 6  | 6 | 6  | 25 | 25 | 0    |
| 13   | Sport Boys                | 21  | 18 | 6  | 3 | 9  | 23 | 31 | -8   |
| 14   | Deportivo Municipal       | 20  | 18 | 5  | 5 | 8  | 20 | 29 | -9   |
| 15   | Academia Cantolao         | 19  | 18 | 4  | 7 | 7  | 19 | 22 | -3   |
| 16   | Ayacucho FC               | 14  | 18 | 3  | 5 | 10 | 16 | 28 | -12  |
| 17   | Carlos A. Mannucci        | 13  | 18 | 3  | 4 | 11 | 13 | 33 | -20  |
| 18   | Carlos SteinP             | 6   | 18 | 1  | 3 | 14 | 18 | 43 | -25  |
| 19   | Universidad San Martín    | 6   | 18 | 1  | 3 | 14 | 17 | 47 | -30  |

|  | Qualification à la phase de Play off du championnat                       |
|  | T : Tenant du titre P : Promu de Segunda División P2 : Promu de Copa Perú |

### Classement cumulé
| Rang | Équipe                       | Pts | J  | G  | N  | P  | Bp | Bc | Diff |
| ---- | ---------------------------- | --- | -- | -- | -- | -- | -- | -- | ---- |
| 1    | Sporting Cristal             | 79  | 36 | 23 | 10 | 3  | 74 | 37 | +37  |
| 2    | Alianza LimaT,Clo +2         | 77  | 36 | 23 | 6  | 7  | 59 | 26 | +33  |
| 3    | FBC MelgarOuv                | 74  | 36 | 23 | 5  | 8  | 54 | 29 | +25  |
| 4    | Sport Huancayo               | 67  | 36 | 20 | 7  | 9  | 61 | 37 | +24  |
| 5    | Universitario de Deportes    | 61  | 36 | 17 | 10 | 9  | 50 | 29 | +21  |
| 6    | Universidad César Vallejo -2 | 61  | 36 | 18 | 9  | 9  | 50 | 39 | +11  |
| 7    | Cienciano del Cusco          | 57  | 36 | 16 | 9  | 11 | 61 | 45 | +16  |
| 8    | Deportivo Binacional         | 57  | 36 | 18 | 3  | 15 | 52 | 38 | +14  |
| 9    | Alianza Atlético             | 57  | 36 | 17 | 6  | 13 | 49 | 48 | +1   |
| 10   | Atlético GrauP               | 55  | 36 | 15 | 10 | 11 | 50 | 42 | +8   |
| 11   | UTC                          | 48  | 36 | 14 | 6  | 16 | 57 | 56 | +1   |
| 12   | Deportivo Municipal -4       | 41  | 36 | 12 | 9  | 15 | 50 | 65 | -15  |
| 13   | ADTP2                        | 40  | 36 | 9  | 13 | 14 | 39 | 49 | -10  |
| 14   | Academia Cantolao            | 34  | 36 | 8  | 10 | 18 | 37 | 54 | -17  |
| 15   | Carlos A. Mannucci           | 33  | 36 | 8  | 9  | 19 | 32 | 55 | -23  |
| 16   | Sport Boys -7                | 32  | 36 | 11 | 6  | 19 | 40 | 63 | -23  |
| 17   | Ayacucho FC +1               | 27  | 36 | 6  | 8  | 22 | 41 | 60 | -19  |
| 18   | Universidad San Martín       | 21  | 36 | 5  | 6  | 25 | 38 | 84 | -46  |
| 19   | Carlos SteinP -2             | 18  | 36 | 4  | 8  | 24 | 36 | 74 | -38  |

|  | Qualification pour la Copa Libertadores 2023 |
|  | Qualification pour la Copa Sudamericana 2023 |
|  | Barrage avec le vice-champion de 2e division |
|  | Relégation directe en deuxième division |
|  | T : Tenant du titre Ouv : Vainqueur du tournoi d'ouverture Clo : Vainqueur du tournoi de clôture P : Promu de Segunda División P2 : Promu de Copa Perú |

L'Alianza Lima, vainqueur du tournoi de clôture et deuxième au classement général, est qualifié directement à la finale du championnat. Le Sporting Cristal, premier au classement général, et le FBC Melgar, vainqueur du tournoi d'ouverture, doivent disputer un barrage (une demi-finale) pour déterminer le deuxième finaliste du championnat.

#### Barrage de promotion-relégation
L'Unión Comercio, vice-champion de 2e division, affronte l'Ayacucho FC, 17e au classement cumulé, dans un barrage de promotion / relégation dont le vainqueur obtient une place en D1. 
| 6 novembre 2022 | Unión Comercio                              | 3 - 0   | Ayacucho FC            | Estadio Municipal Carlos Vidaurre García, Tarapoto |                          |
| 13:00           | Álvaro Medrano 49e 65e · Kelvin Sánchez 93e | (0 - 0) |                        | Arbitrage : Joel Alarcón                           | Arbitrage : Joel Alarcón |
| 13:00           | Sánchez 40e · Reátegui 48e                  | Rapport | 32e Vidal · 66e Toledo | Arbitrage : Joel Alarcón                           | Arbitrage : Joel Alarcón |

| 13 novembre 2022 | Ayacucho FC                 | 2 - 1   | Unión Comercio                                                  | Estadio Ciudad de Cumaná, Ayacucho |                           |
| 15:00            | Ítalo Regalado 45+5e 72e    | (1 - 1) | 12e Héctor Zeta                                                 | Arbitrage : Edwin Ordóñez          | Arbitrage : Edwin Ordóñez |
| 15:00            | Mendieta 74e · Morales 99+e | Rapport | 7e Sánchez · 26e Reátegui · 62e Medrano · 76e Zapata · 80e Díaz | Arbitrage : Edwin Ordóñez          | Arbitrage : Edwin Ordóñez |

L'Unión Comercio s'impose sur un score global de 4-2 et remonte en D1 à partir de 2023.

### Play off

#### Tableau
|  |                                |                      |            |            |            |   |   |        |        |        |        |        |
|  | 1/2 finale                     | 1/2 finale           | 1/2 finale | 1/2 finale | 1/2 finale |   |   | Finale | Finale | Finale | Finale | Finale |
|  |                                |                      |            |            |            |   |   |        |        |        |        |        |
|  |                                |                      |            |            |            |   |   |        |        |        |        |        |
|  | Alianza Lima                   |                      |            |            |            |   |   |        |        |        |        |        |
|  | 9 et 12 novembre 2022          |                      |            |            |            |   |   |        |        |        |        |        |
|  | Alianza Lima qualifié d'office |                      |            |            |            |   |   |        |        |        |        |        |
|  | Alianza Lima                   |                      | 0          | 2          | 2          |   |   |        |        |        |        |        |
|  | Alianza Lima                   | 2 et 6 novembre 2022 | 0          | 2          | 2          |   |   |        |        |        |        |        |
|  |                                |                      | FBC Melgar |            | 1          | 0 | 1 |        |        |        |        |        |
|  | FBC Melgar                     |                      | FBC Melgar | 2          | 1          | 0 | 1 | 2      | 4      |        |        |        |
|  | FBC Melgar                     |                      |            | 2          |            |   |   | 2      | 4      |        |        |        |
|  | Sporting Cristal               |                      | 0          | 0          | 0          |   |   |        |        |        |        |        |
|  | Sporting Cristal               |                      | 0          | 0          | 0          |   |   |        |        |        |        |        |

#### Demi-finale du championnat
| Équipe     | Aller | Total | Retour | Équipe           |
| ---------- | ----- | ----- | ------ | ---------------- |
| FBC Melgar | 2 - 0 | 4 - 0 | 2 - 0  | Sporting Cristal |

| 2 novembre 2022 | FBC Melgar             | 2 - 0   | Sporting Cristal | Estadio Monumental de la UNSA, Arequipa |                         |
| 15:00           | Luis Iberico 65e 77e   | (0 - 0) |                  | Arbitrage : Bruno Pérez                 | Arbitrage : Bruno Pérez |
| 15:00           | Cuesta 67e · Reyna 88e | Rapport | 67e Calcaterra   | Arbitrage : Bruno Pérez                 | Arbitrage : Bruno Pérez |

| 6 novembre 2022 | Sporting Cristal      | 0 - 2   | FBC Melgar                             | Estadio Monumental, Lima  |                           |
| 15:00           |                       | (0 - 0) | 52e Bernardo Cuesta · 84e Luis Iberico | Arbitrage : Erwin Ordóñez | Arbitrage : Erwin Ordóñez |
| 15:00           | Yotún 7e · Madrid 36e | Rapport | 28e Orzán · 70e Cáceda · 74e Reyna     | Arbitrage : Erwin Ordóñez | Arbitrage : Erwin Ordóñez |

#### Finale du championnat
| Équipe     | Aller | Total | Retour | Équipe       |
| ---------- | ----- | ----- | ------ | ------------ |
| FBC Melgar | 1 - 0 | 1 - 2 | 0 - 2  | Alianza Lima |

| 9 novembre 2022 | FBC Melgar                            | 1 - 0   | Alianza Lima                   | Estadio Monumental de la UNSA, Arequipa |                              |
| 15:00           | Yordi Vílchez 75e (csc)               | (0 - 0) |                                | Arbitrage : Michael Espinoza            | Arbitrage : Michael Espinoza |
| 15:00           | Orzán 43e · Cabrera 68e · Galeano 85e | Rapport | 17e Lavandeira · 62e Rodríguez | Arbitrage : Michael Espinoza            | Arbitrage : Michael Espinoza |

| 12 novembre 2022 | Alianza Lima                               | 2 - 0   | FBC Melgar                                                 | Estadio Alejandro Villanueva, Lima |                         |
| 20:00            | Yordi Vílchez 45+1e · Pablo Lavandeira 74e | (1 - 0) |                                                            | Arbitrage : Bruno Pérez            | Arbitrage : Bruno Pérez |
| 20:00            | Rodríguez 57e · Campos 86e                 | Rapport | 37e Deneumostier · 39e Orzán · 49e Bordacahar · 84e Cuesta | Arbitrage : Bruno Pérez            | Arbitrage : Bruno Pérez |

| Pérou                  |
| Champion               |
| Alianza Lima 25e titre |

## Bilan de la saison
| Championnat du Pérou de football 2022 |                           |
| Champion                              | Alianza Lima (25e titre)  |
| Qualifications continentales          |                           |
| Copa Libertadores 2023                | Alianza Lima              |
| Copa Libertadores 2023                | FBC Melgar                |
| Copa Libertadores 2023                | Sporting Cristal          |
| Copa Libertadores 2023                | Sport Huancayo            |
| Copa Sudamericana 2023                | Universitario de Deportes |
| Copa Sudamericana 2023                | Universidad César Vallejo |
| Copa Sudamericana 2023                | Cienciano del Cusco       |
| Copa Sudamericana 2023                | Deportivo Binacional      |
| Promotions et relégations             |                           |
| Promus en Liga 1                      | Cusco FC                  |
| Promus en Liga 1                      | Unión Comercio            |
| Promus en Liga 1                      | Deportivo Garcilaso       |
| Relégués en Liga 2                    | Ayacucho FC               |
| Relégués en Liga 2                    | Universidad San Martín    |
| Relégués en Liga 2                    | Carlos Stein              |